# Emsalö
Emsalö (finska Emäsalo) är en ö och en by i Finska viken i den före detta kommunen Borgå landskommun, i den nuvarande staden Borgå, i landskapet Nyland. Den ligger mellan Svartbäckfjärden och Orrbyfjärden. Invånarantalet är ungefär 400. Majoriteten av den fasta befolkningen är svensktalande. Stränderna är tätt bebyggda av sommarstugor.
Emsalö, som har broförbindelse till fastlandet sedan år 1992, delas in i fyra huvudbyar: (norrifrån) Emsalö by, Orrby, Bengtsby och Varlax. I Bengtsby finns en bybutik med postombud. På Varlaxudden finns en väder- och sjöbevakningsstation. Intill det tidigare färjefästet på den nordligaste spetsen av ön bedrivs under sommarhalvåret kiosk- och bränsleförsäljning, vilken främst betjänar fritidsbåtar.